# Volta à Colômbia Feminina de 2019
A 4.ª edição da competição ciclista Volta à Colômbia Feminina, celebrou-se na Colômbia entre o 3 ao 7 de dezembro de 2019 sobre um percurso de 472,3 quilómetros dividido em 5 etapas, com início na cidade de Manizales e final na cidade de Pereira.
A carreira fez parte do Calendário UCI Feminino de 2019, calendário ciclístico feminino dentro da categoria UCI 2.2.
A carreira foi vencida pela corredora chilena Aranza Villalón da equipa amador feminino Avinal-GW-Carmen de Viboral, em segundo lugar a corredora colombiana Camila Valbuena (Evolución Femenina Liga de Bogotá) e em terceiro lugar Leidy Natalia Muñoz (Flowerpack Montedias).

## Equipas participantes
Tomaram parte na carreira 16 equipas convidadas pela organização, com a participação de 1 equipa estrangeira, mais 1 selecção nacional, e as outras equipas fazem parte da categoria aficionado do país. Formando assim um pelotão de 82 ciclistas dos que finalizaram a carreira 62. As equipas participantes foram:
| Equipe Continental- Coldeportes Zenú Equipe feminina profissional- Team Illuminate Equipe nacional- Colômbia Equipes femininas amadoras (13)- Avinal-Sistecredito-GW - Boyacá Raza de Campeones - Evolución Femenina Areandina - Super Giros-Alcaldía de Manizales - Bogotá Mejor Para Todos - CM Benros - Construval-San Mateo - San Mateo Procycling - Bettle Campionissimo - Flowerpack Montedias - Santurbike Cycling - Asaderos El Gran Pollo - Monserrate Smarttex |
| |

## Percurso
A Volta à Colômbia Feminina dispôs de cinco etapas rodando por alguns dos municípios tradicionais dos departamentos de Caldas, Vale do Cauca, Quindío e Risaralda dividido numa contrarrelógio individual, duas etapas planas, e duas etapas média montanha para um percurso total de 472,3 quilómetros.
| Etapa | Data   | Percurso              | type                      | Distância (km) | Vencedor                 | Líder geral       |
| ----- | ------ | --------------------- | ------------------------- | -------------- | ------------------------ | ----------------- |
| 1     | 3 dez. | Manizales – Zarzal    | etapa plana               | 126,4          | Jannie Salcedo           | Jannie Salcedo    |
| 2     | 4 dez. | Zarzal – Salento      | média montanha            | 113,1          | Daniela Atehortua        | Daniela Atehortua |
| 3     | 5 dez. | Manizales – Anserma   | média montanha            | 124,4          | Leidy Natalia Muñoz Ruiz | Daniela Atehortua |
| 4     | 6 dez. | La Virginia – Viterbo | contrarrelógio individual | 22,8           | Aranza Villalón          | Aranza Villalón   |
| 5     | 7 dez. | Pereira – Pereira     | etapa plana               | 85,6           | Leidy Natalia Muñoz Ruiz | Aranza Villalón   |

## Desenvolvimento da carreira

### 1.ª etapa
| Manizales - Zarzal | etapa plana | (126,4 km) |

| \| Classificação por etapas \| Classificação por etapas \| Classificação por etapas \| Classificação por etapas \| Classificação por etapas \| \| Ciclista \| Ciclista \| Equipe \| Tempo \| \| \| ------------------------ \| ------------------------ \| --------------------------- \| ------------------------ \| ------------------------ \| \| 1. \| Jannie Salcedo \| Swapit Agolico \| 3h25m53s \| \| \| 2. \| María Latriglia \| \| + 0s \| \| \| 3. \| Paula Carrasco \| \| + 0s \| \| \| 4. \| Diana Sánchez \| \| + 0s \| \| \| 5. \| Lina Hernández \| Avinal-GW-Carmen de Viboral \| + 0s \| \| |                 |                             |          |
| |                 |                             |          |
| Fonte: ProCyclingStats |                 |                             |          |
| Classificação por etapas |                 |                             |          |
| Ciclista | Ciclista        | Equipe                      | Tempo    |
| 1. | Jannie Salcedo  | Swapit Agolico              | 3h25m53s |
| 2. | María Latriglia |                             | + 0s     |
| 3. | Paula Carrasco  |                             | + 0s     |
| 4. | Diana Sánchez   |                             | + 0s     |
| 5. | Lina Hernández  | Avinal-GW-Carmen de Viboral | + 0s     |

| \| Classificação geral \| Classificação geral \| Classificação geral \| Classificação geral \| Classificação geral \| \| Ciclista \| Ciclista \| Equipe \| Tempo \| \| \| ------------------- \| ------------------- \| --------------------------- \| ------------------- \| ------------------- \| \| 1. \| Jannie Salcedo \| Swapit Agolico \| 3h25m38s \| \| \| 2. \| María Latriglia \| \| + 9s \| \| \| 3. \| Paula Carrasco \| \| + 9s \| \| \| 4. \| Lina Hernández \| Avinal-GW-Carmen de Viboral \| + 10s \| \| \| 5. \| Tatiana Dueñas \| Team Illuminate \| + 12s \| \| |                 |                             |          |
| |                 |                             |          |
| Fonte: ProCyclingStats |                 |                             |          |
| Classificação geral |                 |                             |          |
| Ciclista | Ciclista        | Equipe                      | Tempo    |
| 1. | Jannie Salcedo  | Swapit Agolico              | 3h25m38s |
| 2. | María Latriglia |                             | + 9s     |
| 3. | Paula Carrasco  |                             | + 9s     |
| 4. | Lina Hernández  | Avinal-GW-Carmen de Viboral | + 10s    |
| 5. | Tatiana Dueñas  | Team Illuminate             | + 12s    |

### 2.ª etapa
| Zarzal - Salento | média montanha | (113,1 km) |

| \| Classificação por etapas \| Classificação por etapas \| Classificação por etapas \| Classificação por etapas \| Classificação por etapas \| \| Ciclista \| Ciclista \| Equipe \| Tempo \| \| \| ------------------------ \| ------------------------ \| ------------------------ \| ------------------------ \| ------------------------ \| \| 1. \| Daniela Atehortua \| \| 3h35m36s \| \| \| 2. \| Erika Milena Botero \| \| + 0s \| \| \| 3. \| Jeniffer Medellin \| \| + 12s \| \| \| 4. \| Natalia Pardo \| \| + 12s \| \| \| 5. \| Aranza Villalón \| Avinal-Sistecredito-GW \| + 12s \| \| |                     |                        |          |
| |                     |                        |          |
| Fonte: ProCyclingStats |                     |                        |          |
| Classificação por etapas |                     |                        |          |
| Ciclista | Ciclista            | Equipe                 | Tempo    |
| 1. | Daniela Atehortua   |                        | 3h35m36s |
| 2. | Erika Milena Botero |                        | + 0s     |
| 3. | Jeniffer Medellin   |                        | + 12s    |
| 4. | Natalia Pardo       |                        | + 12s    |
| 5. | Aranza Villalón     | Avinal-Sistecredito-GW | + 12s    |

| \| Classificação geral \| Classificação geral \| Classificação geral \| Classificação geral \| Classificação geral \| \| Ciclista \| Ciclista \| Equipe \| Tempo \| \| \| ------------------- \| ------------------- \| ---------------------- \| ------------------- \| ------------------- \| \| 1. \| Daniela Atehortua \| \| 7h01m19s \| \| \| 2. \| Erika Milena Botero \| \| + 9s \| \| \| 3. \| Jeniffer Medellin \| \| + 9s \| \| \| 4. \| Natalia Pardo \| \| + 10s \| \| \| 5. \| Aranza Villalón \| Avinal-Sistecredito-GW \| + 12s \| \| |                     |                        |          |
| |                     |                        |          |
| Fonte: ProCyclingStats |                     |                        |          |
| Classificação geral |                     |                        |          |
| Ciclista | Ciclista            | Equipe                 | Tempo    |
| 1. | Daniela Atehortua   |                        | 7h01m19s |
| 2. | Erika Milena Botero |                        | + 9s     |
| 3. | Jeniffer Medellin   |                        | + 9s     |
| 4. | Natalia Pardo       |                        | + 10s    |
| 5. | Aranza Villalón     | Avinal-Sistecredito-GW | + 12s    |

### 3.ª etapa
| Manizales - Anserma | média montanha | (124,4 km) |

| \| Classificação por etapas \| Classificação por etapas \| Classificação por etapas \| Classificação por etapas \| Classificação por etapas \| \| Ciclista \| Ciclista \| Equipe \| Tempo \| \| \| ------------------------ \| ------------------------ \| ---------------------------- \| ------------------------ \| ------------------------ \| \| 1. \| Leidy Natalia Muñoz Ruiz \| \| 3h42m39s \| \| \| 2. \| Aranza Villalón \| Avinal-Sistecredito-GW \| + 2s \| \| \| 3. \| Camila Valbuena \| Evolución Femenina Areandina \| + 2s \| \| \| 4. \| Daniela Atehortua \| \| + 9s \| \| \| 5. \| Jeniffer Medellin \| \| + 10s \| \| |                          |                              |          |
| |                          |                              |          |
| Fonte: ProCyclingStats |                          |                              |          |
| Classificação por etapas |                          |                              |          |
| Ciclista | Ciclista                 | Equipe                       | Tempo    |
| 1. | Leidy Natalia Muñoz Ruiz |                              | 3h42m39s |
| 2. | Aranza Villalón          | Avinal-Sistecredito-GW       | + 2s     |
| 3. | Camila Valbuena          | Evolución Femenina Areandina | + 2s     |
| 4. | Daniela Atehortua        |                              | + 9s     |
| 5. | Jeniffer Medellin        |                              | + 10s    |

| \| Classificação geral \| Classificação geral \| Classificação geral \| Classificação geral \| Classificação geral \| \| Ciclista \| Ciclista \| Equipe \| Tempo \| \| \| ------------------- \| ------------------------ \| ---------------------------- \| ------------------- \| ------------------- \| \| 1. \| Daniela Atehortua \| \| 10h44m07s \| \| \| 2. \| Leidy Natalia Muñoz Ruiz \| \| + 6s \| \| \| 3. \| Aranza Villalón \| Avinal-Sistecredito-GW \| + 9s \| \| \| 4. \| Jeniffer Medellin \| \| + 19s \| \| \| 5. \| Camila Valbuena \| Evolución Femenina Areandina \| + 21s \| \| |                          |                              |           |
| |                          |                              |           |
| Fonte: ProCyclingStats |                          |                              |           |
| Classificação geral |                          |                              |           |
| Ciclista | Ciclista                 | Equipe                       | Tempo     |
| 1. | Daniela Atehortua        |                              | 10h44m07s |
| 2. | Leidy Natalia Muñoz Ruiz |                              | + 6s      |
| 3. | Aranza Villalón          | Avinal-Sistecredito-GW       | + 9s      |
| 4. | Jeniffer Medellin        |                              | + 19s     |
| 5. | Camila Valbuena          | Evolución Femenina Areandina | + 21s     |

### 4.ª etapa
| La Virginia - Viterbo | contrarrelógio individual | (22,8 km) |

| \| Classificação por etapas \| Classificação por etapas \| Classificação por etapas \| Classificação por etapas \| Classificação por etapas \| \| Ciclista \| Ciclista \| Equipe \| Tempo \| \| \| ------------------------ \| ------------------------ \| ---------------------------- \| ------------------------ \| ------------------------ \| \| 1. \| Aranza Villalón \| Avinal-Sistecredito-GW \| 30m39s \| \| \| 2. \| Camila Valbuena \| Evolución Femenina Areandina \| + 25s \| \| \| 3. \| Ana Sanabria \| Colômbia \| + 27s \| \| \| 4. \| Lina Rojas Zapata \| \| + 1m23s \| \| \| 5. \| Ana Fagua \| \| + 1m34s \| \| |                   |                              |         |
| |                   |                              |         |
| Fonte: ProCyclingStats |                   |                              |         |
| Classificação por etapas |                   |                              |         |
| Ciclista | Ciclista          | Equipe                       | Tempo   |
| 1. | Aranza Villalón   | Avinal-Sistecredito-GW       | 30m39s  |
| 2. | Camila Valbuena   | Evolución Femenina Areandina | + 25s   |
| 3. | Ana Sanabria      | Colômbia                     | + 27s   |
| 4. | Lina Rojas Zapata |                              | + 1m23s |
| 5. | Ana Fagua         |                              | + 1m34s |

| \| Classificação geral \| Classificação geral \| Classificação geral \| Classificação geral \| Classificação geral \| \| Ciclista \| Ciclista \| Equipe \| Tempo \| \| \| ------------------- \| ------------------- \| ---------------------------- \| ------------------- \| ------------------- \| \| 1. \| Aranza Villalón \| Avinal-Sistecredito-GW \| 11h14m55s \| \| \| 2. \| Camila Valbuena \| Evolución Femenina Areandina \| + 37s \| \| \| 3. \| Natalia Pardo \| \| + 2m12s \| \| \| 4. \| Ana Fagua \| \| + 2m19s \| \| \| 5. \| Jeniffer Medellin \| \| + 2m24s \| \| |                   |                              |           |
| |                   |                              |           |
| Fonte: ProCyclingStats |                   |                              |           |
| Classificação geral |                   |                              |           |
| Ciclista | Ciclista          | Equipe                       | Tempo     |
| 1. | Aranza Villalón   | Avinal-Sistecredito-GW       | 11h14m55s |
| 2. | Camila Valbuena   | Evolución Femenina Areandina | + 37s     |
| 3. | Natalia Pardo     |                              | + 2m12s   |
| 4. | Ana Fagua         |                              | + 2m19s   |
| 5. | Jeniffer Medellin |                              | + 2m24s   |

### 5.ª etapa
| Pereira - Pereira | etapa plana | (85,6 km) |

| \| Classificação por etapas \| Classificação por etapas \| Classificação por etapas \| Classificação por etapas \| Classificação por etapas \| \| Ciclista \| Ciclista \| Equipe \| Tempo \| \| \| ------------------------ \| ------------------------ \| ------------------------ \| ------------------------ \| ------------------------ \| \| 1. \| Leidy Natalia Muñoz Ruiz \| \| 2h20m01s \| \| \| 2. \| Lorena Colmenares \| \| + 0s \| \| \| 3. \| Aranza Villalón \| Avinal-Sistecredito-GW \| + 0s \| \| \| 4. \| Elizabeth Castano \| \| + 0s \| \| \| 5. \| Jeniffer Medellin \| \| + 0s \| \| |                          |                        |          |
| |                          |                        |          |
| Fonte: ProCyclingStats |                          |                        |          |
| Classificação por etapas |                          |                        |          |
| Ciclista | Ciclista                 | Equipe                 | Tempo    |
| 1. | Leidy Natalia Muñoz Ruiz |                        | 2h20m01s |
| 2. | Lorena Colmenares        |                        | + 0s     |
| 3. | Aranza Villalón          | Avinal-Sistecredito-GW | + 0s     |
| 4. | Elizabeth Castano        |                        | + 0s     |
| 5. | Jeniffer Medellin        |                        | + 0s     |

## Classificações finais
- As classificações finalizaram da seguinte forma[6]:

### Classificação geral
| \| Classificação geral \| Classificação geral \| Classificação geral \| Classificação geral \| Classificação geral \| \| Ciclista \| Ciclista \| Equipe \| Tempo \| \| \| ------------------- \| ------------------------ \| ---------------------------- \| ------------------- \| ------------------- \| \| 1. \| Aranza Villalón \| Avinal-Sistecredito-GW \| 13h34m52s \| \| \| 2. \| Camila Valbuena \| Evolución Femenina Areandina \| + 44s \| \| \| 3. \| Leidy Natalia Muñoz Ruiz \| \| + 2m23s \| \| \| 4. \| Jeniffer Medellin \| \| + 2m28s \| \| \| 5. \| Ana Fagua \| \| + 2m32s \| \| \| 6. \| Lorena Colmenares \| \| + 3m08s \| \| \| 7. \| Ana Sanabria \| Colômbia \| + 3m16s \| \| \| 8. \| Daniela Atehortua \| \| + 3m38s \| \| \| 9. \| Natalia Pardo \| \| + 3m42s \| \| \| 10. \| Xiomara Castro \| \| + 4m16s \| \| |                          |                              |           |
| |                          |                              |           |
| Fonte: ProCyclingStats |                          |                              |           |
| Classificação geral |                          |                              |           |
| Ciclista | Ciclista                 | Equipe                       | Tempo     |
| 1. | Aranza Villalón          | Avinal-Sistecredito-GW       | 13h34m52s |
| 2. | Camila Valbuena          | Evolución Femenina Areandina | + 44s     |
| 3. | Leidy Natalia Muñoz Ruiz |                              | + 2m23s   |
| 4. | Jeniffer Medellin        |                              | + 2m28s   |
| 5. | Ana Fagua                |                              | + 2m32s   |
| 6. | Lorena Colmenares        |                              | + 3m08s   |
| 7. | Ana Sanabria             | Colômbia                     | + 3m16s   |
| 8. | Daniela Atehortua        |                              | + 3m38s   |
| 9. | Natalia Pardo            |                              | + 3m42s   |
| 10. | Xiomara Castro           |                              | + 4m16s   |

### Classificação da montanha
| Classificação da montanha | Classificação da montanha | Classificação da montanha    | Classificação da montanha | Classificação da montanha |
| Ciclista                  | Ciclista                  | Equipe                       | Pontos                    |                           |
| ------------------------- | ------------------------- | ---------------------------- | ------------------------- | ------------------------- |
| 1.                        | Daniela Atehortua         | Avinal-Sistecredito-GW       | 22 pts                    |                           |
| 2.                        | Leidy Natalia Muñoz Ruiz  |                              | 21 pts                    |                           |
| 3.                        | Natalia Pardo             |                              | 10 pts                    |                           |
| 4.                        | Camila Valbuena           | Evolución Femenina Areandina | 7 pts                     |                           |
| 5.                        | Aranza Villalón           | Avinal-Sistecredito-GW       | 4 pts                     |                           |
| 6.                        | Lorena Colmenares         |                              | 3 pts                     |                           |
| 7.                        | Rocio Parrado Guarnizo    | CM Benros                    | 3 pts                     |                           |
| 8.                        | Erika Milena Botero       |                              | 3 pts                     |                           |
| 9.                        | Jeniffer Medellin         |                              | 2 pts                     |                           |
| 10.                       | Luz Adriana Tovar         |                              | 2 pts                     |                           |

### Classificação por pontos
| Classificação por pontos | Classificação por pontos | Classificação por pontos     | Classificação por pontos | Classificação por pontos |
| Ciclista                 | Ciclista                 | Equipe                       | Pontos                   |                          |
| ------------------------ | ------------------------ | ---------------------------- | ------------------------ | ------------------------ |
| 1.                       | Leidy Natalia Muñoz Ruiz |                              | 40 pts                   |                          |
| 2.                       | Aranza Villalón          | Avinal-Sistecredito-GW       | 39 pts                   |                          |
| 3.                       | Jannie Salcedo           | Colômbia                     | 38 pts                   |                          |
| 4.                       | Camila Valbuena          | Evolución Femenina Areandina | 30 pts                   |                          |
| 5.                       | Jeniffer Medellin        |                              | 26 pts                   |                          |
| 6.                       | Lorena Colmenares        |                              | 26 pts                   |                          |
| 7.                       | Daniela Atehortua        |                              | 23 pts                   |                          |
| 8.                       | Ana Fagua                |                              | 18 pts                   |                          |
| 9.                       | Natalia Pardo            |                              | 18 pts                   |                          |
| 10.                      | Lina Hernández           | Avinal-GW-Carmen de Viboral  | 18 pts                   |                          |

### Classificação de meta-las volantes
| Classificação por velocidade | Classificação por velocidade | Classificação por velocidade | Classificação por velocidade | Classificação por velocidade |
| Ciclista                     | Ciclista                     | Equipe                       | Pontos                       |                              |
| ---------------------------- | ---------------------------- | ---------------------------- | ---------------------------- | ---------------------------- |
| 1.                           | Jannie Salcedo               | Colômbia                     | 23 pts                       |                              |
| 2.                           | Lina Hernández               | Avinal-GW-Carmen de Viboral  | 11 pts                       |                              |
| 3.                           | Maria Catalina Gómez         |                              | 10 pts                       |                              |
| 4.                           | Paula Carrasco               |                              | 6 pts                        |                              |
| 5.                           | Tatiana Dueñas               | Team Illuminate              | 5 pts                        |                              |
| 6.                           | Leidy Natalia Muñoz Ruiz     |                              | 4 pts                        |                              |
| 7.                           | Lina Rojas Zapata            |                              | 3 pts                        |                              |
| 8.                           | Rocio Parrado Guarnizo       | CM Benros                    | 2 pts                        |                              |
| 9.                           | Leidy López                  |                              | 2 pts                        |                              |
| 10.                          | Luz Adriana Tovar            |                              | 1 pt                         |                              |

## Evolução das classificações
| Etapa                 | Vencedor              | Classificação geral | Classificação da montanha | Classificação por pontos | Classificação de meta-las volantes | Classificação por equipas         |
| --------------------- | --------------------- | ------------------- | ------------------------- | ------------------------ | ---------------------------------- | --------------------------------- |
| 1.ª                   | Milena Salcedo        | Milena Salcedo      | Daniela Atehortua         | Milena Salcedo           | Milena Salcedo                     | Asaderos El Gran Pollo            |
| 2.ª                   | Daniela Atehortua     | Daniela Atehortua   | Daniela Atehortua         | Milena Salcedo           | Milena Salcedo                     | Evolución Femenina Liga de Bogotá |
| 3.ª                   | Leidy Natalia Muñoz   | Daniela Atehortua   | Daniela Atehortua         | Milena Salcedo           | Milena Salcedo                     | Evolución Femenina Liga de Bogotá |
| 4.ª                   | Aranza Villalón       | Aranza Villalón     | Daniela Atehortua         | Milena Salcedo           | Milena Salcedo                     | Evolución Femenina Liga de Bogotá |
| 5.ª                   | Leidy Natalia Muñoz   | Aranza Villalón     | Daniela Atehortua         | Leidy Natalia Muñoz      | Milena Salcedo                     | Evolución Femenina Liga de Bogotá |
| Classificações finais | Classificações finais | Aranza Villalón     | Daniela Atehortua         | Leidy Natalia Muñoz      | Milena Salcedo                     | Evolución Femenina Liga de Bogotá |